# Salix rorida
Salix rorida és una espècie de salze i planta nativa del Japó, nord de la Xina, Corea i l'Extrem Orient Rus. És un arbre caducifoli que fa fins a 10 m d'alt.